# Pietro (cardinal, 1003)
 (novembre 2011).
Si vous disposez d'ouvrages ou d'articles de référence ou si vous connaissez des sites web de qualité traitant du thème abordé ici, merci de compléter l'article en donnant les références utiles à sa vérifiabilité et en les liant à la section « Notes et références ».
Pour les articles homonymes, voir Pietro.
Pietro (aussi appelé Petrus II) est un cardinal italien, évêque d'Ostie, créé par le pape Jean XVII en 1003. Il est mort en 1005.

## Biographie
Pietro est aussi connu pour avoir rédigé en 1003 une bulle papale en faveur du chapitre de la basilique vaticane.